# Hermann Haneder
Hermann Haneder (* 5. Jänner 1952 in Klein Wetzles, Gemeinde Groß Gerungs in Österreich) war Präsident der Kammer für Arbeiter und Angestellte für Niederösterreich (AKNÖ) und Vorsitzender des niederösterreichischen Gewerkschaftsbundes (ÖGB  NÖ).

## Berufslaufbahn
Hermann Haneder absolvierte zwischen 1970 und 1973 eine Lehre zum Zimmerer und schloss die Werkmeisterschule ab.
Nach seiner Ausbildung war Haneder als Vorarbeiter und Vizepolier bei verschiedenen Baufirmen tätig. Seit 1979 war Haneder bei Universale Bau tätig, wo er 1984 zum Betriebsrat und 1992 zum Vorsitzenden des Zentralbetriebsrats gewählt wurde. Nach der Übernahme der Universale Bau Anfang des Jahres 2000 durch den internationalen Bau-Konzern Alpine, wurde Haneder erneut zum Zentralbetriebsrat gewählt.
Seit 1994 war Hermann Haneder Kammerrat der NÖ Arbeiterkammer und in verschiedenen Ausschüssen tätig. Zwischen 2002 und 2006 war Haneder stellvertretender Bundesvorsitzender der Gewerkschaft Bau-Holz und von 2002 bis 2009 deren niederösterreichischer Landesvorsitzender.
Ab 2008 war er Vizepräsident der NÖ Arbeiterkammer. Im Jahr 2009 wurde Haneder zum Spitzenkandidaten der Fraktion Sozialdemokratischer GewerkschafterInnen (FSG NÖ) für die Arbeiterkammerwahl gewählt. Am 29. Juni 2009 wurde er durch die Vollversammlung zum Präsidenten der NÖ Arbeiterkammer gewählt und löste den bis dahin amtierenden AKNÖ-Präsidenten Josef Staudinger ab.
Im November 2009 wurde er auch zum Vorsitzenden des ÖGB NÖ gewählt. Neben seiner Funktion als Präsident der AKNÖ war Haneder nach wie vor als Zentralbetriebsrat der Alpine tätig. Am 14. November 2013 legte er sein Amt als Präsident der NÖ Arbeiterkammer nieder.
Weiters ist er seit dem Jahr 2000 Gemeinderat in seiner Heimatgemeinde Sieghartskirchen und Präsident des Fußballvereins SV Sieghartskirchen.

## Privat
Haneder lebt in Sieghartskirchen, ist verheiratet und hat drei Kinder.

## Auszeichnungen
Am 2. Mai 2012 wurde ihm das Goldene Komturkreuz des Ehrenzeichens für Verdienste um das Bundesland Niederösterreich durch Landeshauptmann Erwin Pröll verliehen. 2013 erhielt er von Bürgermeister Matthias Stadler den Ehrenring der Stadt St. Pölten. 2014 erhielt er das Große Silberne Ehrenzeichen für Verdienste um die Republik Österreich.
| Personendaten    | Personendaten                             |
| ---------------- | ----------------------------------------- |
| NAME             | Haneder, Hermann                          |
| KURZBESCHREIBUNG | österreichischer Arbeiterkammerfunktionär |
| GEBURTSDATUM     | 5. Januar 1952                            |
| GEBURTSORT       | Klein Wetzles, Gemeinde Groß Gerungs      |